# Kondoraphe kiyokoae
Kondoraphe kiyokoae là một loài ốc nhiệt đới có mang và nắp, là động vật thân mềm chân bụng sống trên cạn thuộc họ Neocyclotidae. Đây là loài đặc hữu của Micronesia.